# 峡谷から星たちへ…
『峡谷から星たちへ…』（きょうこくからほしたちへ、仏: Des canyons aux étoiles…, pour Piano Solo, Cor, Xylorimba, Glockenspiel, et Orchestre ）は、フランスの作曲家オリヴィエ・メシアンが、1971年から1974年にかけて作曲した管弦楽曲。メシアンがアメリカ合衆国のユタ州を旅行した際に目にした風景や、鳥の鳴き声が着想の源となっている。

## 作曲の経緯
1970年9月29日から6週間にわたってメシアン夫妻はアメリカ合衆国とカナダのツアーを行った。このときに、アリス・タリーから作品を委嘱された。メシアンは1971年6月末から作曲にとりかかった。メシアンは1972年にもアメリカ合衆国を訪問し、5月上旬にユタ州のブライスキャニオン、シーダーブレイクス、ザイオン国立公園で鳥の歌の採譜を行った。
後にこのときのメシアンのユタ州訪問を記念して、ユタ州パロワンの山のひとつが「メシアン山」と命名された。

## 初演
1974年11月20日にニューヨークのリンカーン・センターのアリス・タリー・ホール（Alice Tully Hall）において、フレデリック・ワルトマン指揮、ムジカ・エテルナ管弦楽団（Musica Aerterna Orchestra）、ピアノ独奏イヴォンヌ・ロリオ、ホルン独奏シャロン・モー(Sharon Moe)によって世界初演が行われ、大きな成功を得た。その後、翌1975年にはフランス初演（10月29日、テアトル・ド・ラ・ヴィル）、イギリス初演（11月12日、ロイヤル・フェスティバル・ホール）が行われ、メシアン70歳の誕生日にあたる1978年12月10日にパリ・オペラ座で行われた記念演奏会では、中心プログラムに据えられた。日本初演は、1992年8月29日にサントリーホールにおいて、若杉弘指揮、東京都交響楽団、ピアノ独奏木村かをりにより行われた。

## 楽器編成
木管楽器
- フルート2
- ピッコロ1
- アルトフルート1
- オーボエ2
- コーラングレ1
- E♭管クラリネット1
- クラリネット（B♭管）2
- バスクラリネット（B♭管）1
- ファゴット2
- コントラファゴット1

金管楽器
- トランペット（C管）2
- ピッコロトランペット（D管）1
- ホルン3（1番奏者はソリスト）
- トロンボーン2
- バストロンボーン（テナーバストロンボーン）1

鍵盤楽器
- 鍵盤付きグロッケンシュピール
- シロリンバ
- ピアノ

弦楽器（全てソリスト扱い）
- ヴァイオリン6
- ヴィオラ3
- チェロ3
- コントラバス（5弦のもの）1

打楽器（5名）
- 第1奏者：チューブラーベル
- 第2奏者：トライアングル、アンティークシンバル、むち、マラカス、ギロ、ガラスのチャイム、貝殻のチャイム、竹のチャイム、ジェオフォーン（砂の擬音）
- 第3奏者：6テンプルブロック、クラヴェス、ウッドブロック、マラカス、タンブリン、サスペンデッドシンバル（大小2種）
- 第4奏者：4ゴング、サスペンデッドシンバル、トゥンバ（Tumba）、バスドラム
- 第5奏者：2タムタム（中音と低音の2種）、サンダーシート、エオリフォーン（風の擬音）、

## 演奏時間
約1時間40分

## 構成
12の楽章があり、3部構成になっている。
各楽章のテーマは、自然や風景、鳥の声、星の3種類にカテゴライズされる。

### 第1部
1.砂漠
エオリフォーンが砂漠に吹く風を表現する。
2.ムクドリモドキ
アメリカ北部のムクドリモドキ科の鳥の声。
3.星たちの上に書かれているもの
スコアにはダニエル書のベルシャザルの饗宴に出現する言葉「メネ・メネ・テケル・ウパルシン」が書かれている。
4.マミジロオニヒタキ
ピアノ独奏によって、マミジロオニヒタキ（仏: Cossyphe de Heuglin ）の鳴き声が表される。
5.シーダー・ブレークスと畏怖の贈り物
ユタ州のシーダー・ブレークスの風景と、そこに住む鳥の声。

### 第2部
6.恒星の呼び声
ホルン独奏による楽章。本曲はもともとメシアンの教え子で1971年に没したジャン＝ピエール・ゲゼック (Jean-Pierre Guézec) への追悼曲として作曲され、同年のロワイヤン国際現代芸術祭で初演された。
7.ブライスキャニオンと赤橙色の岩
ブライスキャニオンの風景、色彩が表現される。全曲中最大の楽章である。

### 第3部
8.甦りしものとアルデバランの歌
アルデバランはおうし座を構成する恒星。
9.マネシツグミ
ピアノ独奏によってマネシツグミの歌が表現される。
10.モリツグミ
モリツグミの鳴き声が表現される、
11.オマオ、ソウシチョウ、エレペオ、シキチョウ
エオリフォーンとジェオフォーン（砂の擬音）が活躍する。ソウシチョウやシキチョウなどの鳴き声。
12.ザイオン公園と天国
ザイオン国立公園の美しい風景が表現される。